# UAE Tour de 2020
A 2.ª edição do UAE Tour foi uma corrida de ciclismo de estrada por etapas que se celebrou entre 23 e 27 de fevereiro de 2020 nos Emirados Árabes Unidos com início na ilha artificial de Palm Jumeirah no emirado de Dubai e final no emirado de Abu Dabi sobre um percurso de 835 quilómetros.
A prova, que devia finalizar 29 de fevereiro, foi cancelada a falta de duas etapas para a conclusão como dois italianos integrantes da organização de um das equipas participantes poderiam ter contraído o coronavirus. Duas semanas após ter sido cancelada a corrida confirmou-se também que o ciclista russo Dmitri Strajov do Gazprom-RusVelo, o colombiano Fernando Gaviria e o argentino Maximiliano Richeze do UAE Emirates foram contagiados e deram positivo nas provas do coronavirus. 
A corrida fez parte do UCI WorldTour de 2020, calendário ciclístico de máximo nível mundial, sendo a terceira corrida de dito circuito e foi vencida pelo britânico Adam Yates do Mitchelton-Scott. Completaram o pódio, como segundo e terceiro classificado respectivamente, o esloveno Tadej Pogačar do UAE Emirates e o cazaque Alexey Lutsenko do Astana.

## Equipas participantes
Tomaram parte na corrida 20 equipas: 18 de categoria UCI WorldTeam e 2 de categoria UCI ProTeam. Formaram assim um pelotão de 140 ciclistas dos que acabaram 133. As equipas participantes foram:
| Equipes WorldTeam (18)- AG2R La Mondiale - Astana - Bahrain McLaren - Bora-Hansgrohe - CCC Team - Cofidis - Deceuninck-Quick Step - Groupama-FDJ - Israel Start-Up Nation - Lotto Soudal - Mitchelton-Scott - Movistar Team - NTT Pro Cycling - Ineos - Jumbo-Visma - Team Sunweb - Trek-Segafredo - UAE Team Emirates Equipes ProTeam (2)- Gazprom-RusVelo - Vini Zabù-KTM |
| |

## Percorrido
O UAE Tour dispunha de sete etapas dividido em quatro etapas planas, uma etapa em média montanha, e duas etapas de montanha para um percurso total de 1122 quilómetros.
| Etapa | Data    | Percurso                                | type            | Distância (km) | Vencedor              | Líder geral           |
| ----- | ------- | --------------------------------------- | --------------- | -------------- | --------------------- | --------------------- |
| 1     | 23 fev. | Palmeira Jumeirah – Dubai Silicon Oasis | etapa plana     | 148            | Pascal Ackermann      | Pascal Ackermann      |
| 2     | 24 fev. | Hatta – Hatta Dam                       | etapa escarpada | 168            | Caleb Ewan            | Caleb Ewan            |
| 3     | 25 fev. | Al Qudra Lake – Jabal Hafit             | alta montanha   | 184            | Adam Yates            | Adam Yates            |
| 4     | 26 fev. | Zabeel Park – Dubai                     | etapa plana     | 173            | Dylan Groenewegen     | Adam Yates            |
| 5     | 27 fev. | Al Ain – Jabal Hafit                    | alta montanha   | 162            | Tadej Pogačar         | Adam Yates            |
| 6     | 28 fev. | Ar Ruways – Al Mirfa                    | etapa plana     | 158            | cancelamento da etapa | cancelamento da etapa |
| 7     | 29 fev. | Al Maryah Island – Abu Dhabi            | etapa plana     | 127            | cancelamento da etapa | cancelamento da etapa |

## Desenvolvimento da corrida

### 1.ª etapa
| Palmeira Jumeirah - Dubai Silicon Oasis | etapa plana | (148 km) |

| \| Classificação por etapas \| Classificação por etapas \| Classificação por etapas \| Classificação por etapas \| Classificação por etapas \| \| Ciclista \| Ciclista \| Equipe \| Tempo \| \| \| ------------------------ \| ------------------------ \| ------------------------ \| ------------------------ \| ------------------------ \| \| 1. \| Pascal Ackermann \| Bora-Hansgrohe \| 3h29m19s \| \| \| 2. \| Caleb Ewan \| Lotto-Soudal \| + 0s \| \| \| 3. \| Rudy Barbier \| Israel Start-Up Nation \| + 0s \| \| \| 4. \| Dylan Groenewegen \| Jumbo-Visma \| + 0s \| \| \| 5. \| Luka Mezgec \| Mitchelton-Scott \| + 0s \| \| \| 6. \| Alberto Dainese \| Team Sunweb \| + 0s \| \| \| 7. \| Jakub Mareczko \| CCC Team \| + 0s \| \| \| 8. \| Max Walscheid \| NTT Pro Cycling \| + 0s \| \| \| 9. \| José Joaquín Rojas \| Movistar Team \| + 0s \| \| \| 10. \| Andrea Vendrame \| AG2R La Mondiale \| + 0s \| \| |                    |                        |          |
| |                    |                        |          |
| Fonte: ProCyclingStats |                    |                        |          |
| Classificação por etapas |                    |                        |          |
| Ciclista | Ciclista           | Equipe                 | Tempo    |
| 1. | Pascal Ackermann   | Bora-Hansgrohe         | 3h29m19s |
| 2. | Caleb Ewan         | Lotto-Soudal           | + 0s     |
| 3. | Rudy Barbier       | Israel Start-Up Nation | + 0s     |
| 4. | Dylan Groenewegen  | Jumbo-Visma            | + 0s     |
| 5. | Luka Mezgec        | Mitchelton-Scott       | + 0s     |
| 6. | Alberto Dainese    | Team Sunweb            | + 0s     |
| 7. | Jakub Mareczko     | CCC Team               | + 0s     |
| 8. | Max Walscheid      | NTT Pro Cycling        | + 0s     |
| 9. | José Joaquín Rojas | Movistar Team          | + 0s     |
| 10. | Andrea Vendrame    | AG2R La Mondiale       | + 0s     |

| \| Classificação geral \| Classificação geral \| Classificação geral \| Classificação geral \| Classificação geral \| \| Ciclista \| Ciclista \| Equipe \| Tempo \| \| \| ------------------- \| ------------------- \| ---------------------- \| ------------------- \| ------------------- \| \| 1. \| Pascal Ackermann \| Bora-Hansgrohe \| 3h29m19s \| \| \| 2. \| Caleb Ewan \| Lotto-Soudal \| + 4s \| \| \| 3. \| Veljko Stojnić \| Vini Zabù-KTM \| + 5s \| \| \| 4. \| Rudy Barbier \| Israel Start-Up Nation \| + 6s \| \| \| 5. \| Leonardo Tortomasi \| Vini Zabù-KTM \| + 6s \| \| \| 6. \| Nicolai Cherkasov \| Gazprom-RusVelo \| + 7s \| \| \| 7. \| Dylan Groenewegen \| Jumbo-Visma \| + 10s \| \| \| 8. \| Luka Mezgec \| Mitchelton-Scott \| + 10s \| \| \| 9. \| Alberto Dainese \| Team Sunweb \| + 10s \| \| \| 10. \| Jakub Mareczko \| CCC Team \| + 10s \| \| |                    |                        |          |
| |                    |                        |          |
| Fonte: ProCyclingStats |                    |                        |          |
| Classificação geral |                    |                        |          |
| Ciclista | Ciclista           | Equipe                 | Tempo    |
| 1. | Pascal Ackermann   | Bora-Hansgrohe         | 3h29m19s |
| 2. | Caleb Ewan         | Lotto-Soudal           | + 4s     |
| 3. | Veljko Stojnić     | Vini Zabù-KTM          | + 5s     |
| 4. | Rudy Barbier       | Israel Start-Up Nation | + 6s     |
| 5. | Leonardo Tortomasi | Vini Zabù-KTM          | + 6s     |
| 6. | Nicolai Cherkasov  | Gazprom-RusVelo        | + 7s     |
| 7. | Dylan Groenewegen  | Jumbo-Visma            | + 10s    |
| 8. | Luka Mezgec        | Mitchelton-Scott       | + 10s    |
| 9. | Alberto Dainese    | Team Sunweb            | + 10s    |
| 10. | Jakub Mareczko     | CCC Team               | + 10s    |

### 2.ª etapa
| Hatta - Hatta Dam | etapa escarpada | (168 km) |

| \| Classificação por etapas \| Classificação por etapas \| Classificação por etapas \| Classificação por etapas \| Classificação por etapas \| \| Ciclista \| Ciclista \| Equipe \| Tempo \| \| \| ------------------------ \| ------------------------ \| ------------------------ \| ------------------------ \| ------------------------ \| \| 1. \| Caleb Ewan \| Lotto-Soudal \| 4h18m16s \| \| \| 2. \| Sam Bennett \| Deceuninck-Quick Step \| + 2s \| \| \| 3. \| Arnaud Démare \| Groupama-FDJ \| + 4s \| \| \| 4. \| Diego Ulissi \| UAE Team Emirates \| + 4s \| \| \| 5. \| Rick Zabel \| Israel Start-Up Nation \| + 4s \| \| \| 6. \| Andrea Vendrame \| AG2R La Mondiale \| + 4s \| \| \| 7. \| Luka Mezgec \| Mitchelton-Scott \| + 4s \| \| \| 8. \| Adam Yates \| Mitchelton-Scott \| + 4s \| \| \| 9. \| Tadej Pogačar \| UAE Team Emirates \| + 4s \| \| \| 10. \| David Gaudu \| Groupama-FDJ \| + 4s \| \| |                 |                        |          |
| |                 |                        |          |
| Fonte: ProCyclingStats |                 |                        |          |
| Classificação por etapas |                 |                        |          |
| Ciclista | Ciclista        | Equipe                 | Tempo    |
| 1. | Caleb Ewan      | Lotto-Soudal           | 4h18m16s |
| 2. | Sam Bennett     | Deceuninck-Quick Step  | + 2s     |
| 3. | Arnaud Démare   | Groupama-FDJ           | + 4s     |
| 4. | Diego Ulissi    | UAE Team Emirates      | + 4s     |
| 5. | Rick Zabel      | Israel Start-Up Nation | + 4s     |
| 6. | Andrea Vendrame | AG2R La Mondiale       | + 4s     |
| 7. | Luka Mezgec     | Mitchelton-Scott       | + 4s     |
| 8. | Adam Yates      | Mitchelton-Scott       | + 4s     |
| 9. | Tadej Pogačar   | UAE Team Emirates      | + 4s     |
| 10. | David Gaudu     | Groupama-FDJ           | + 4s     |

| \| Classificação geral \| Classificação geral \| Classificação geral \| Classificação geral \| Classificação geral \| \| Ciclista \| Ciclista \| Equipe \| Tempo \| \| \| ------------------- \| ------------------- \| ---------------------- \| ------------------- \| ------------------- \| \| 1. \| Caleb Ewan \| Lotto-Soudal \| 7h47m19s \| \| \| 2. \| Sam Bennett \| Deceuninck-Quick Step \| + 12s \| \| \| 3. \| Arnaud Démare \| Groupama-FDJ \| + 16s \| \| \| 4. \| Nicolai Cherkasov \| Gazprom-RusVelo \| + 17s \| \| \| 5. \| Alexey Lutsenko \| Astana \| + 19s \| \| \| 6. \| Luka Mezgec \| Mitchelton-Scott \| + 20s \| \| \| 7. \| Andrea Vendrame \| AG2R La Mondiale \| + 20s \| \| \| 8. \| Rick Zabel \| Israel Start-Up Nation \| + 20s \| \| \| 9. \| Wilco Kelderman \| Team Sunweb \| + 20s \| \| \| 10. \| David Gaudu \| Groupama-FDJ \| + 20s \| \| |                   |                        |          |
| |                   |                        |          |
| Fonte: ProCyclingStats |                   |                        |          |
| Classificação geral |                   |                        |          |
| Ciclista | Ciclista          | Equipe                 | Tempo    |
| 1. | Caleb Ewan        | Lotto-Soudal           | 7h47m19s |
| 2. | Sam Bennett       | Deceuninck-Quick Step  | + 12s    |
| 3. | Arnaud Démare     | Groupama-FDJ           | + 16s    |
| 4. | Nicolai Cherkasov | Gazprom-RusVelo        | + 17s    |
| 5. | Alexey Lutsenko   | Astana                 | + 19s    |
| 6. | Luka Mezgec       | Mitchelton-Scott       | + 20s    |
| 7. | Andrea Vendrame   | AG2R La Mondiale       | + 20s    |
| 8. | Rick Zabel        | Israel Start-Up Nation | + 20s    |
| 9. | Wilco Kelderman   | Team Sunweb            | + 20s    |
| 10. | David Gaudu       | Groupama-FDJ           | + 20s    |

### 3.ª etapa
| Al Qudra Lake - Jabal Hafit | alta montanha | (184 km) |

| \| Classificação por etapas \| Classificação por etapas \| Classificação por etapas \| Classificação por etapas \| Classificação por etapas \| \| Ciclista \| Ciclista \| Equipe \| Tempo \| \| \| ------------------------ \| ------------------------ \| ------------------------ \| ------------------------ \| ------------------------ \| \| 1. \| Adam Yates \| Mitchelton-Scott \| 4h42m33s \| \| \| 2. \| Tadej Pogačar \| UAE Team Emirates \| + 1m03s \| \| \| 3. \| Alexey Lutsenko \| Astana \| + 1m30s \| \| \| 4. \| David Gaudu \| Groupama-FDJ \| + 1m30s \| \| \| 5. \| Rafał Majka \| Bora-Hansgrohe \| + 1m30s \| \| \| 6. \| Diego Ulissi \| UAE Team Emirates \| + 1m56s \| \| \| 7. \| Patrick Konrad \| Bora-Hansgrohe \| + 1m56s \| \| \| 8. \| Gorka Izagirre \| Astana \| + 1m56s \| \| \| 9. \| Jesús Herrada \| Cofidis \| + 1m56s \| \| \| 10. \| Edward Dunbar \| Team Ineos \| + 1m56s \| \| |                 |                   |          |
| |                 |                   |          |
| Fonte: ProCyclingStats |                 |                   |          |
| Classificação por etapas |                 |                   |          |
| Ciclista | Ciclista        | Equipe            | Tempo    |
| 1. | Adam Yates      | Mitchelton-Scott  | 4h42m33s |
| 2. | Tadej Pogačar   | UAE Team Emirates | + 1m03s  |
| 3. | Alexey Lutsenko | Astana            | + 1m30s  |
| 4. | David Gaudu     | Groupama-FDJ      | + 1m30s  |
| 5. | Rafał Majka     | Bora-Hansgrohe    | + 1m30s  |
| 6. | Diego Ulissi    | UAE Team Emirates | + 1m56s  |
| 7. | Patrick Konrad  | Bora-Hansgrohe    | + 1m56s  |
| 8. | Gorka Izagirre  | Astana            | + 1m56s  |
| 9. | Jesús Herrada   | Cofidis           | + 1m56s  |
| 10. | Edward Dunbar   | Team Ineos        | + 1m56s  |

| \| Classificação geral \| Classificação geral \| Classificação geral \| Classificação geral \| Classificação geral \| \| Ciclista \| Ciclista \| Equipe \| Tempo \| \| \| ------------------- \| ------------------- \| ------------------- \| ------------------- \| ------------------- \| \| 1. \| Adam Yates \| Mitchelton-Scott \| 12h30m02s \| \| \| 2. \| Tadej Pogačar \| UAE Team Emirates \| + 1m07s \| \| \| 3. \| Alexey Lutsenko \| Astana \| + 1m35s \| \| \| 4. \| David Gaudu \| Groupama-FDJ \| + 1m40s \| \| \| 5. \| Rafał Majka \| Bora-Hansgrohe \| + 1m40s \| \| \| 6. \| Wilco Kelderman \| Team Sunweb \| + 2m06s \| \| \| 7. \| Diego Ulissi \| UAE Team Emirates \| + 2m06s \| \| \| 8. \| Patrick Konrad \| Bora-Hansgrohe \| + 2m06s \| \| \| 9. \| Jesús Herrada \| Cofidis \| + 2m06s \| \| \| 10. \| Edward Dunbar \| Team Ineos \| + 2m06s \| \| |                 |                   |           |
| |                 |                   |           |
| Fonte: ProCyclingStats |                 |                   |           |
| Classificação geral |                 |                   |           |
| Ciclista | Ciclista        | Equipe            | Tempo     |
| 1. | Adam Yates      | Mitchelton-Scott  | 12h30m02s |
| 2. | Tadej Pogačar   | UAE Team Emirates | + 1m07s   |
| 3. | Alexey Lutsenko | Astana            | + 1m35s   |
| 4. | David Gaudu     | Groupama-FDJ      | + 1m40s   |
| 5. | Rafał Majka     | Bora-Hansgrohe    | + 1m40s   |
| 6. | Wilco Kelderman | Team Sunweb       | + 2m06s   |
| 7. | Diego Ulissi    | UAE Team Emirates | + 2m06s   |
| 8. | Patrick Konrad  | Bora-Hansgrohe    | + 2m06s   |
| 9. | Jesús Herrada   | Cofidis           | + 2m06s   |
| 10. | Edward Dunbar   | Team Ineos        | + 2m06s   |

### 4.ª etapa
| Zabeel Park - Dubai | etapa plana | (173 km) |

| \| Classificação por etapas \| Classificação por etapas \| Classificação por etapas \| Classificação por etapas \| Classificação por etapas \| \| Ciclista \| Ciclista \| Equipe \| Tempo \| \| \| ------------------------ \| ------------------------ \| ------------------------ \| ------------------------ \| ------------------------ \| \| 1. \| Dylan Groenewegen \| Jumbo-Visma \| 4h16m13s \| \| \| 2. \| Fernando Gaviria \| UAE Team Emirates \| + 0s \| \| \| 3. \| Pascal Ackermann \| Bora-Hansgrohe \| + 0s \| \| \| 4. \| Sam Bennett \| Deceuninck-Quick Step \| + 0s \| \| \| 5. \| Caleb Ewan \| Lotto-Soudal \| + 0s \| \| \| 6. \| Kaden Groves \| Mitchelton-Scott \| + 0s \| \| \| 7. \| Jakub Mareczko \| CCC Team \| + 0s \| \| \| 8. \| Attilio Viviani \| Cofidis \| + 0s \| \| \| 9. \| Rudy Barbier \| Israel Start-Up Nation \| + 0s \| \| \| 10. \| Max Walscheid \| NTT Pro Cycling \| + 0s \| \| |                   |                        |          |
| |                   |                        |          |
| Fonte: ProCyclingStats |                   |                        |          |
| Classificação por etapas |                   |                        |          |
| Ciclista | Ciclista          | Equipe                 | Tempo    |
| 1. | Dylan Groenewegen | Jumbo-Visma            | 4h16m13s |
| 2. | Fernando Gaviria  | UAE Team Emirates      | + 0s     |
| 3. | Pascal Ackermann  | Bora-Hansgrohe         | + 0s     |
| 4. | Sam Bennett       | Deceuninck-Quick Step  | + 0s     |
| 5. | Caleb Ewan        | Lotto-Soudal           | + 0s     |
| 6. | Kaden Groves      | Mitchelton-Scott       | + 0s     |
| 7. | Jakub Mareczko    | CCC Team               | + 0s     |
| 8. | Attilio Viviani   | Cofidis                | + 0s     |
| 9. | Rudy Barbier      | Israel Start-Up Nation | + 0s     |
| 10. | Max Walscheid     | NTT Pro Cycling        | + 0s     |

| \| Classificação geral \| Classificação geral \| Classificação geral \| Classificação geral \| Classificação geral \| \| Ciclista \| Ciclista \| Equipe \| Tempo \| \| \| ------------------- \| ------------------- \| ------------------- \| ------------------- \| ------------------- \| \| 1. \| Adam Yates \| Mitchelton-Scott \| 16h46m15s \| \| \| 2. \| Tadej Pogačar \| UAE Team Emirates \| + 1m07s \| \| \| 3. \| Alexey Lutsenko \| Astana \| + 1m35s \| \| \| 4. \| David Gaudu \| Groupama-FDJ \| + 1m40s \| \| \| 5. \| Rafał Majka \| Bora-Hansgrohe \| + 1m40s \| \| \| 6. \| Jesús Herrada \| Cofidis \| + 2m05s \| \| \| 7. \| Wilco Kelderman \| Team Sunweb \| + 2m06s \| \| \| 8. \| Diego Ulissi \| UAE Team Emirates \| + 2m06s \| \| \| 9. \| Patrick Konrad \| Bora-Hansgrohe \| + 2m06s \| \| \| 10. \| Edward Dunbar \| Team Ineos \| + 2m06s \| \| |                 |                   |           |
| |                 |                   |           |
| Fonte: ProCyclingStats |                 |                   |           |
| Classificação geral |                 |                   |           |
| Ciclista | Ciclista        | Equipe            | Tempo     |
| 1. | Adam Yates      | Mitchelton-Scott  | 16h46m15s |
| 2. | Tadej Pogačar   | UAE Team Emirates | + 1m07s   |
| 3. | Alexey Lutsenko | Astana            | + 1m35s   |
| 4. | David Gaudu     | Groupama-FDJ      | + 1m40s   |
| 5. | Rafał Majka     | Bora-Hansgrohe    | + 1m40s   |
| 6. | Jesús Herrada   | Cofidis           | + 2m05s   |
| 7. | Wilco Kelderman | Team Sunweb       | + 2m06s   |
| 8. | Diego Ulissi    | UAE Team Emirates | + 2m06s   |
| 9. | Patrick Konrad  | Bora-Hansgrohe    | + 2m06s   |
| 10. | Edward Dunbar   | Team Ineos        | + 2m06s   |

### 5.ª etapa
| Al Ain - Jabal Hafit | alta montanha | (162 km) |

| \| Classificação por etapas \| Classificação por etapas \| Classificação por etapas \| Classificação por etapas \| Classificação por etapas \| \| Ciclista \| Ciclista \| Equipe \| Tempo \| \| \| ------------------------ \| ------------------------ \| ------------------------ \| ------------------------ \| ------------------------ \| \| 1. \| Tadej Pogačar \| UAE Team Emirates \| 3h48m53s \| \| \| 2. \| Alexey Lutsenko \| Astana \| + 0s \| \| \| 3. \| Adam Yates \| Mitchelton-Scott \| + 0s \| \| \| 4. \| David Gaudu \| Groupama-FDJ \| + 4s \| \| \| 5. \| Ilnur Zakarin \| CCC Team \| + 7s \| \| \| 6. \| Davide Formolo \| UAE Team Emirates \| + 23s \| \| \| 7. \| Alejandro Valverde \| Movistar Team \| + 23s \| \| \| 8. \| Wilco Kelderman \| Team Sunweb \| + 24s \| \| \| 9. \| Víctor de la Parte \| CCC Team \| + 24s \| \| \| 10. \| Rafał Majka \| Bora-Hansgrohe \| + 27s \| \| |                    |                   |          |
| |                    |                   |          |
| Fonte: ProCyclingStats |                    |                   |          |
| Classificação por etapas |                    |                   |          |
| Ciclista | Ciclista           | Equipe            | Tempo    |
| 1. | Tadej Pogačar      | UAE Team Emirates | 3h48m53s |
| 2. | Alexey Lutsenko    | Astana            | + 0s     |
| 3. | Adam Yates         | Mitchelton-Scott  | + 0s     |
| 4. | David Gaudu        | Groupama-FDJ      | + 4s     |
| 5. | Ilnur Zakarin      | CCC Team          | + 7s     |
| 6. | Davide Formolo     | UAE Team Emirates | + 23s    |
| 7. | Alejandro Valverde | Movistar Team     | + 23s    |
| 8. | Wilco Kelderman    | Team Sunweb       | + 24s    |
| 9. | Víctor de la Parte | CCC Team          | + 24s    |
| 10. | Rafał Majka        | Bora-Hansgrohe    | + 27s    |

| \| Classificação geral \| Classificação geral \| Classificação geral \| Classificação geral \| Classificação geral \| \| Ciclista \| Ciclista \| Equipe \| Tempo \| \| \| ------------------- \| ------------------- \| ------------------- \| ------------------- \| ------------------- \| \| 1. \| Adam Yates \| Mitchelton-Scott \| 20h35m04s \| \| \| 2. \| Tadej Pogačar \| UAE Team Emirates \| + 1m01s \| \| \| 3. \| Alexey Lutsenko \| Astana \| + 1m33s \| \| \| 4. \| David Gaudu \| Groupama-FDJ \| + 1m48s \| \| \| 5. \| Rafał Majka \| Bora-Hansgrohe \| + 2m11s \| \| \| 6. \| Wilco Kelderman \| Team Sunweb \| + 2m34s \| \| \| 7. \| Ilnur Zakarin \| CCC Team \| + 2m34s \| \| \| 8. \| Davide Formolo \| UAE Team Emirates \| + 2m39s \| \| \| 9. \| Diego Ulissi \| UAE Team Emirates \| + 2m47s \| \| \| 10. \| Víctor de la Parte \| CCC Team \| + 2m51s \| \| |                    |                   |           |
| |                    |                   |           |
| Fonte: ProCyclingStats |                    |                   |           |
| Classificação geral |                    |                   |           |
| Ciclista | Ciclista           | Equipe            | Tempo     |
| 1. | Adam Yates         | Mitchelton-Scott  | 20h35m04s |
| 2. | Tadej Pogačar      | UAE Team Emirates | + 1m01s   |
| 3. | Alexey Lutsenko    | Astana            | + 1m33s   |
| 4. | David Gaudu        | Groupama-FDJ      | + 1m48s   |
| 5. | Rafał Majka        | Bora-Hansgrohe    | + 2m11s   |
| 6. | Wilco Kelderman    | Team Sunweb       | + 2m34s   |
| 7. | Ilnur Zakarin      | CCC Team          | + 2m34s   |
| 8. | Davide Formolo     | UAE Team Emirates | + 2m39s   |
| 9. | Diego Ulissi       | UAE Team Emirates | + 2m47s   |
| 10. | Víctor de la Parte | CCC Team          | + 2m51s   |

## Classificações finais
- As classificações finalizaram da seguinte forma:[7]

### Classificação geral
| \| Classificação geral \| Classificação geral \| Classificação geral \| Classificação geral \| Classificação geral \| \| Ciclista \| Ciclista \| Equipe \| Tempo \| \| \| ------------------- \| ------------------- \| ------------------- \| ------------------- \| ------------------- \| \| 1. \| Adam Yates \| Mitchelton-Scott \| 20h35m04s \| \| \| 2. \| Tadej Pogačar \| UAE Team Emirates \| + 1m01s \| \| \| 3. \| Alexey Lutsenko \| Astana \| + 1m33s \| \| \| 4. \| David Gaudu \| Groupama-FDJ \| + 1m48s \| \| \| 5. \| Rafał Majka \| Bora-Hansgrohe \| + 2m11s \| \| \| 6. \| Wilco Kelderman \| Team Sunweb \| + 2m34s \| \| \| 7. \| Ilnur Zakarin \| CCC Team \| + 2m34s \| \| \| 8. \| Davide Formolo \| UAE Team Emirates \| + 2m39s \| \| \| 9. \| Diego Ulissi \| UAE Team Emirates \| + 2m47s \| \| \| 10. \| Víctor de la Parte \| CCC Team \| + 2m51s \| \| |                    |                   |           |
| |                    |                   |           |
| Fonte: ProCyclingStats |                    |                   |           |
| Classificação geral |                    |                   |           |
| Ciclista | Ciclista           | Equipe            | Tempo     |
| 1. | Adam Yates         | Mitchelton-Scott  | 20h35m04s |
| 2. | Tadej Pogačar      | UAE Team Emirates | + 1m01s   |
| 3. | Alexey Lutsenko    | Astana            | + 1m33s   |
| 4. | David Gaudu        | Groupama-FDJ      | + 1m48s   |
| 5. | Rafał Majka        | Bora-Hansgrohe    | + 2m11s   |
| 6. | Wilco Kelderman    | Team Sunweb       | + 2m34s   |
| 7. | Ilnur Zakarin      | CCC Team          | + 2m34s   |
| 8. | Davide Formolo     | UAE Team Emirates | + 2m39s   |
| 9. | Diego Ulissi       | UAE Team Emirates | + 2m47s   |
| 10. | Víctor de la Parte | CCC Team          | + 2m51s   |

### Classificação dos pontos
| Classificação por pontos | Classificação por pontos | Classificação por pontos | Classificação por pontos | Classificação por pontos |
| Ciclista                 | Ciclista                 | Equipe                   | Pontos                   |                          |
| ------------------------ | ------------------------ | ------------------------ | ------------------------ | ------------------------ |
| 1.                       | Caleb Ewan               | Lotto-Soudal             | 43 pts                   |                          |
| 2.                       | Veljko Stojnić           | Vini Zabù-KTM            | 42 pts                   |                          |
| 3.                       | Tadej Pogačar            | UAE Team Emirates        | 39 pts                   |                          |
| 4.                       | Adam Yates               | Mitchelton-Scott         | 35 pts                   |                          |
| 5.                       | Alexey Lutsenko          | Astana                   | 33 pts                   |                          |
| 6.                       | Pascal Ackermann         | Bora-Hansgrohe           | 32 pts                   |                          |
| 7.                       | Dylan Groenewegen        | Jumbo-Visma              | 29 pts                   |                          |
| 8.                       | Sam Bennett              | Deceuninck-Quick Step    | 25 pts                   |                          |
| 9.                       | Leonardo Tortomasi       | Vini Zabù-KTM            | 21 pts                   |                          |
| 10.                      | David Gaudu              | Groupama-FDJ             | 19 pts                   |                          |

### Classificação dos jovens
| Classificação dos jovens | Classificação dos jovens     | Classificação dos jovens | Classificação dos jovens | Classificação dos jovens |
| Ciclista                 | Ciclista                     | Equipe                   | Tempo                    |                          |
| ------------------------ | ---------------------------- | ------------------------ | ------------------------ | ------------------------ |
| 1.                       | Tadej Pogačar                | UAE Team Emirates        | 20h36m05s                |                          |
| 2.                       | David Gaudu                  | Groupama-FDJ             | + 47s                    |                          |
| 3.                       | Edward Dunbar                | Team Ineos               | + 1m57s                  |                          |
| 4.                       | Niklas Eg                    | Trek-Segafredo           | + 2m35s                  |                          |
| 5.                       | Óscar Rodríguez Garaicoechea | Astana                   | + 4m16s                  |                          |
| 6.                       | Jaakko Hänninen              | AG2R La Mondiale         | + 4m44s                  |                          |
| 7.                       | Jai Hindley                  | Team Sunweb              | + 5m19s                  |                          |
| 8.                       | Héctor Carretero             | Movistar Team            | + 5m39s                  |                          |
| 9.                       | Florian Stork                | Team Sunweb              | + 6m44s                  |                          |
| 10.                      | Lorenzo Fortunato            | Vini Zabù-KTM            | + 10m22s                 |                          |

### Classificação por equipas
| Classificação por equipes | Classificação por equipes | Classificação por equipes | Classificação por equipes |
| Equipe                    | Equipe                    | Tempo                     |                           |
| ------------------------- | ------------------------- | ------------------------- | ------------------------- |
| 1.                        | UAE Team Emirates         | 61h51m55s                 |                           |
| 2.                        | Astana                    | + 3m25s                   |                           |
| 3.                        | CCC Team                  | + 5m22s                   |                           |
| 4.                        | Trek-Segafredo            | + 7m04s                   |                           |
| 5.                        | AG2R La Mondiale          | + 7m55s                   |                           |
| 6.                        | NTT Pro Cycling           | + 8m09s                   |                           |
| 7.                        | Team Sunweb               | + 9m26s                   |                           |
| 8.                        | Movistar Team             | + 10m27s                  |                           |
| 9.                        | Cofidis                   | + 11m56s                  |                           |
| 10.                       | Bora-Hansgrohe            | + 12m38s                  |                           |

## Evolução das classificações
| Etapa                 | Vencedor              | Classificação geral | Classificação dos pontos | Classificação das metas volantes | Classificação dos jovens | Classificação por equipas |
| --------------------- | --------------------- | ------------------- | ------------------------ | -------------------------------- | ------------------------ | ------------------------- |
| 1.ª                   | Pascal Ackermann      | Pascal Ackermann    | Pascal Ackermann         | Veljko Stojnić                   | Veljko Stojnić           | Israel Start-Up Nation    |
| 2.ª                   | Caleb Ewan            | Caleb Ewan          | Caleb Ewan               | Veljko Stojnić                   | Nikolay Cherkasov        | Deceuninck-Quick Step     |
| 3.ª                   | Adam Yates            | Adam Yates          | Caleb Ewan               | Veljko Stojnić                   | Tadej Pogačar            | UAE Emirates              |
| 4.ª                   | Dylan Groenewegen     | Adam Yates          | Caleb Ewan               | Veljko Stojnić                   | Tadej Pogačar            | UAE Emirates              |
| 5.ª                   | Tadej Pogačar         | Adam Yates          | Caleb Ewan               | Veljko Stojnić                   | Tadej Pogačar            | UAE Emirates              |
| 6.ª                   | Corrida cancelada     | Corrida cancelada   | Corrida cancelada        | Corrida cancelada                | Corrida cancelada        | Corrida cancelada         |
| 7.ª                   | Corrida cancelada     | Corrida cancelada   | Corrida cancelada        | Corrida cancelada                | Corrida cancelada        | Corrida cancelada         |
| Classificações finais | Classificações finais | Adam Yates          | Caleb Ewan               | Veljko Stojnić                   | Tadej Pogačar            | UAE Emirates              |

## Ciclistas participantes e posições finais
| AG2R La Mondiale ALM | AG2R La Mondiale ALM    | AG2R La Mondiale ALM |
| -------------------- | ----------------------- | -------------------- |
| Num                  | Ciclista                | Pos                  |
| 1                    | François Bidard (FRA)   | 31.                  |
| 2                    | Geoffrey Bouchard (FRA) | 18.                  |
| 3                    | Clément Chevrier (FRA)  | 34.                  |
| 4                    | Andrea Vendrame (ITA)   | 54.                  |
| 5                    | Jaakko Hänninen (FIN)   | 25.                  |
| 6                    | Quentin Jauregui (FRA)  | 39.                  |
| 7                    | Larry Warbasse (USA)    | 37.                  |

| Astana AST | Astana AST                         | Astana AST |
| ---------- | ---------------------------------- | ---------- |
| Num        | Ciclista                           | Pos        |
| 11         | Alexey Lutsenko (KAZ) (estrada)    | 3.         |
| 12         | Hernando Bohórquez (COL)           | 38.        |
| 13         | Omar Fraile (ESP)                  | 66.        |
| 14         | Gorka Izagirre (ESP)               | 20.        |
| 15         | Merhawi Kudus (ERI)                | 26.        |
| 16         | Óscar Rodríguez Garaicoechea (ESP) | 23.        |
| 17         | Jonas Gregaard (DEN)               | 81.        |

| Bahrain McLaren TBM | Bahrain McLaren TBM    | Bahrain McLaren TBM |
| ------------------- | ---------------------- | ------------------- |
| Num                 | Ciclista               | Pos                 |
| 21                  | Mark Cavendish (GBR)   | 116.                |
| 22                  | Yukiya Arashiro (JPN)  | 49.                 |
| 23                  | Enrico Battaglin (ITA) | 92.                 |
| 24                  | Eros Capecchi (ITA)    | 35.                 |
| 25                  | Marco Haller (AUT)     | 96.                 |
| 26                  | Wout Poels (NED)       | 21.                 |
| 27                  | Rafa Valls (ESP)       | 44.                 |

| Bora-Hansgrohe BOH | Bora-Hansgrohe BOH             | Bora-Hansgrohe BOH |
| ------------------ | ------------------------------ | ------------------ |
| Num                | Ciclista                       | Pos                |
| 31                 | Pascal Ackermann (GER)         | 132.               |
| 32                 | Emanuel Buchmann (GER)         | NP-4               |
| 33                 | Patrick Konrad (AUT) (estrada) | 13.                |
| 34                 | Rafał Majka (POL)              | 5.                 |
| 35                 | Gregor Mühlberger (AUT)        | 58.                |
| 36                 | Michaek Schwarzmann (GER)      | 125.               |
| 37                 | Rüdiger Selig (GER)            | 130.               |

| CCC Team CCC | CCC Team CCC             | CCC Team CCC |
| ------------ | ------------------------ | ------------ |
| Num          | Ciclista                 | Pos          |
| 41           | Ilnur Zakarin (RUS)      | 7.           |
| 42           | Víctor de la Parte (ESP) | 10.          |
| 43           | Kamil Gradek (POL)       | 77.          |
| 44           | Jan Hirt (CZE)           | 62.          |
| 45           | Pavel Kochetkov (RUS)    | 30.          |
| 46           | Jakub Mareczko (ITA)     | 119.         |
| 47           | Francisco Ventoso (ESP)  | 97.          |

| Cofidis COF | Cofidis COF             | Cofidis COF |
| ----------- | ----------------------- | ----------- |
| Num         | Ciclista                | Pos         |
| 51          | Jesús Herrada (ESP)     | 16.         |
| 52          | Natnael Berhane (ERI)   | 40.         |
| 53          | Nathan Haas (AUS)       | 103.        |
| 54          | Jesper Hansen (DEN)     | 53.         |
| 55          | José Herrada (ESP)      | 50.         |
| 56          | Stéphane Rossetto (FRA) | 73.         |
| 57          | Attilio Viviani (ITA)   | 118.        |

| Deceuninck-Quick Step DQT | Deceuninck-Quick Step DQT      | Deceuninck-Quick Step DQT |
| ------------------------- | ------------------------------ | ------------------------- |
| Num                       | Ciclista                       | Pos                       |
| 61                        | Sam Bennett (IRL) (estrada)    | 105.                      |
| 62                        | Shane Archbold (NZL) (estrada) | 109.                      |
| 63                        | Mattia Cattaneo (ITA)          | 45.                       |
| 64                        | James Knox (GBR)               | 55.                       |
| 65                        | Michael Mørkøv (DEN) (estrada) | NP-5                      |
| 66                        | Pieter Serry (BEL)             | 32.                       |
| 67                        | Stijn Steels (BEL)             | 107.                      |

| Groupama-FDJ GFC | Groupama-FDJ GFC          | Groupama-FDJ GFC |
| ---------------- | ------------------------- | ---------------- |
| Num              | Ciclista                  | Pos              |
| 71               | Arnaud Démare (FRA)       | 90.              |
| 72               | David Gaudu (FRA)         | 4.               |
| 73               | Jacopo Guarnieri (ITA)    | 115.             |
| 74               | Ignatas Konovalovas (LTU) | 104.             |
| 75               | Miles Scotson (AUS)       | NP-2             |
| 76               | Bruno Armirail (FRA)      | 33.              |
| 77               | Ramon Sinkeldam (NED)     | 82.              |

| Israel Start-Up Nation ISN | Israel Start-Up Nation ISN | Israel Start-Up Nation ISN |
| -------------------------- | -------------------------- | -------------------------- |
| Num                        | Ciclista                   | Pos                        |
| 81                         | Rudy Barbier (FRA)         | 133.                       |
| 82                         | Matthias Brändle (AUT)     | 123.                       |
| 83                         | Alexander Cataford (CAN)   | 68.                        |
| 84                         | Alex Dowsett (GBR)         | 94.                        |
| 85                         | Omer Goldstein (ISR)       | 52.                        |
| 86                         | Daniel Navarro (ESP)       | 17.                        |
| 87                         | Rick Zabel (GER)           | 75.                        |

| Lotto-Soudal LTS | Lotto-Soudal LTS         | Lotto-Soudal LTS |
| ---------------- | ------------------------ | ---------------- |
| Num              | Ciclista                 | Pos              |
| 91               | Caleb Ewan (AUS)         | 95.              |
| 92               | Steff Cras (BEL)         | DNF-4            |
| 93               | Jasper De Buyst (BEL)    | 98.              |
| 94               | Carl Fredrik Hagen (NOR) | 51.              |
| 95               | Adam Hansen (AUS)        | 102.             |
| 96               | Rémy Mertz (BEL)         | 100.             |
| 97               | Tosh Van der Sande (BEL) | 93.              |

| Mitchelton-Scott MTS | Mitchelton-Scott MTS  | Mitchelton-Scott MTS |
| -------------------- | --------------------- | -------------------- |
| Num                  | Ciclista              | Pos                  |
| 101                  | Adam Yates (GBR)      | 1.                   |
| 102                  | Jack Bauer (NZL)      | 91.                  |
| 103                  | Tsgabu Grmay (ETH)    | 60.                  |
| 104                  | Kaden Groves (AUS)    | 126.                 |
| 105                  | Michael Hepburn (AUS) | 84.                  |
| 106                  | Luka Mezgec (SLO)     | 88.                  |
| 107                  | Callum Scotson (AUS)  | 131.                 |

| Movistar Team MOV | Movistar Team MOV                  | Movistar Team MOV |
| ----------------- | ---------------------------------- | ----------------- |
| Num               | Ciclista                           | Pos               |
| 111               | Alejandro Valverde (ESP) (estrada) | 12.               |
| 112               | Héctor Carretero (ESP)             | 29.               |
| 113               | Dario Cataldo (ITA)                | 64.               |
| 114               | Iñigo Elosegui (ESP)               | 83.               |
| 115               | Albert Torres (ESP)                | 121.              |
| 116               | José Joaquín Rojas (ESP)           | 47.               |
| 117               | Sergio Samitier (ESP)              | 61.               |

| NTT Pro Cycling NTT | NTT Pro Cycling NTT             | NTT Pro Cycling NTT |
| ------------------- | ------------------------------- | ------------------- |
| Num                 | Ciclista                        | Pos                 |
| 121                 | Domenico Pozzovivo (ITA)        | 14.                 |
| 122                 | Victor Campenaerts (BEL)        | 43.                 |
| 123                 | Michael Carbel Svendgaard (DEN) | 110.                |
| 124                 | Stefan de Bod (RSA)             | NP-4                |
| 125                 | Jay Thomson (RSA)               | NP-4                |
| 126                 | Max Walscheid (GER)             | 122.                |
| 127                 | Danilo Wyss (SUI)               | 63.                 |

| Team Ineos INS | Team Ineos INS         | Team Ineos INS |
| -------------- | ---------------------- | -------------- |
| Num            | Ciclista               | Pos            |
| 131            | Chris Froome (GBR)     | 71.            |
| 132            | Andrey Amador (CRC)    | 65.            |
| 133            | Edward Dunbar (IRL)    | 11.            |
| 134            | Michał Gołaś (POL)     | 79.            |
| 135            | Christian Knees (GER)  | 78.            |
| 136            | Salvatore Puccio (ITA) | 69.            |
| 137            | Carlos Rodríguez (ESP) | 72.            |

| Jumbo-Visma TJV | Jumbo-Visma TJV           | Jumbo-Visma TJV |
| --------------- | ------------------------- | --------------- |
| Num             | Ciclista                  | Pos             |
| 141             | Dylan Groenewegen (NED)   | 113.            |
| 142             | Koen Bouwman (NED)        | 24.             |
| 143             | Jos van Emden (NED)       | 74.             |
| 144             | Tony Martin (GER)         | 99.             |
| 145             | Christoph Pfingsten (GER) | 86.             |
| 146             | Laurens De Plus (BEL)     | NP-2            |
| 147             | Timo Roosen (NED)         | 76.             |

| Team Sunweb SUN | Team Sunweb SUN              | Team Sunweb SUN |
| --------------- | ---------------------------- | --------------- |
| Num             | Ciclista                     | Pos             |
| 151             | Wilco Kelderman (NED)        | 6.              |
| 152             | Asbjørn Kragh Andersen (DEN) | 112.            |
| 153             | Alberto Dainese (ITA)        | 124.            |
| 154             | Jai Hindley (AUS)            | 28.             |
| 155             | Max Kanter (GER)             | 85.             |
| 156             | Robert Power (AUS)           | 48.             |
| 157             | Florian Stork (GER)          | 36.             |

| Trek-Segafredo TFS | Trek-Segafredo TFS       | Trek-Segafredo TFS |
| ------------------ | ------------------------ | ------------------ |
| Num                | Ciclista                 | Pos                |
| 161                | Giulio Ciccone (ITA)     | 19.                |
| 162                | Gianluca Brambilla (ITA) | 22.                |
| 163                | William Clarke (AUS)     | 101.               |
| 164                | Nicola Conci (ITA)       | 59.                |
| 165                | Niklas Eg (DEN)          | 15.                |
| 166                | Charlie Quaterman (GBR)  | 120.               |
| 167                | Kiel Reijnen (USA)       | 89.                |

| UAE Team Emirates UAD | UAE Team Emirates UAD               | UAE Team Emirates UAD |
| --------------------- | ----------------------------------- | --------------------- |
| Num                   | Ciclista                            | Pos                   |
| 171                   | Tadej Pogačar (SLO)                 | 2.                    |
| 172                   | Sven Erik Bystrøm (NOR)             | 57.                   |
| 173                   | Davide Formolo (ITA) (estrada)      | 8.                    |
| 174                   | Fernando Gaviria (COL)              | 111.                  |
| 175                   | Maximiliano Richeze (ARG) (estrada) | 117.                  |
| 176                   | Oliviero Troia (ITA)                | 129.                  |
| 177                   | Diego Ulissi (ITA)                  | 9.                    |

| Gazprom-RusVelo GAZ | Gazprom-RusVelo GAZ      | Gazprom-RusVelo GAZ |
| ------------------- | ------------------------ | ------------------- |
| Num                 | Ciclista                 | Pos                 |
| 181                 | Serguei Chernetski (RUS) | 27.                 |
| 182                 | Imerio Cima (ITA)        | 128.                |
| 183                 | Nicolai Cherkasov (RUS)  | 56.                 |
| 184                 | Vladislav Kulikov (RUS)  | 67.                 |
| 185                 | Christian Scaroni (ITA)  | 108.                |
| 186                 | Dmitry Strakhov (RUS)    | 70.                 |
| 187                 | Igor Boev (RUS)          | 114.                |

| Vini Zabù-KTM THR | Vini Zabù-KTM THR        | Vini Zabù-KTM THR |
| ----------------- | ------------------------ | ----------------- |
| Num               | Ciclista                 | Pos               |
| 191               | Giovanni Visconti (ITA)  | 42.               |
| 192               | Andrea Garosio (ITA)     | 41.               |
| 193               | Leonardo Tortomasi (ITA) | 106.              |
| 194               | Umberto Marengo (ITA)    | 87.               |
| 195               | Veljko Stojnić (SRB)     | 127.              |
| 196               | Lorenzo Fortunato (ITA)  | 46.               |
| 197               | James Mitri (NZL)        | 80.               |

| AG2R La Mondiale ALM | AG2R La Mondiale ALM    | AG2R La Mondiale ALM |
| -------------------- | ----------------------- | -------------------- |
| Num                  | Ciclista                | Pos                  |
| 1                    | François Bidard (FRA)   | 31.                  |
| 2                    | Geoffrey Bouchard (FRA) | 18.                  |
| 3                    | Clément Chevrier (FRA)  | 34.                  |
| 4                    | Andrea Vendrame (ITA)   | 54.                  |
| 5                    | Jaakko Hänninen (FIN)   | 25.                  |
| 6                    | Quentin Jauregui (FRA)  | 39.                  |
| 7                    | Larry Warbasse (USA)    | 37.                  |

| Astana AST | Astana AST                         | Astana AST |
| ---------- | ---------------------------------- | ---------- |
| Num        | Ciclista                           | Pos        |
| 11         | Alexey Lutsenko (KAZ) (estrada)    | 3.         |
| 12         | Hernando Bohórquez (COL)           | 38.        |
| 13         | Omar Fraile (ESP)                  | 66.        |
| 14         | Gorka Izagirre (ESP)               | 20.        |
| 15         | Merhawi Kudus (ERI)                | 26.        |
| 16         | Óscar Rodríguez Garaicoechea (ESP) | 23.        |
| 17         | Jonas Gregaard (DEN)               | 81.        |

| Bahrain McLaren TBM | Bahrain McLaren TBM    | Bahrain McLaren TBM |
| ------------------- | ---------------------- | ------------------- |
| Num                 | Ciclista               | Pos                 |
| 21                  | Mark Cavendish (GBR)   | 116.                |
| 22                  | Yukiya Arashiro (JPN)  | 49.                 |
| 23                  | Enrico Battaglin (ITA) | 92.                 |
| 24                  | Eros Capecchi (ITA)    | 35.                 |
| 25                  | Marco Haller (AUT)     | 96.                 |
| 26                  | Wout Poels (NED)       | 21.                 |
| 27                  | Rafa Valls (ESP)       | 44.                 |

| Bora-Hansgrohe BOH | Bora-Hansgrohe BOH             | Bora-Hansgrohe BOH |
| ------------------ | ------------------------------ | ------------------ |
| Num                | Ciclista                       | Pos                |
| 31                 | Pascal Ackermann (GER)         | 132.               |
| 32                 | Emanuel Buchmann (GER)         | NP-4               |
| 33                 | Patrick Konrad (AUT) (estrada) | 13.                |
| 34                 | Rafał Majka (POL)              | 5.                 |
| 35                 | Gregor Mühlberger (AUT)        | 58.                |
| 36                 | Michaek Schwarzmann (GER)      | 125.               |
| 37                 | Rüdiger Selig (GER)            | 130.               |

| CCC Team CCC | CCC Team CCC             | CCC Team CCC |
| ------------ | ------------------------ | ------------ |
| Num          | Ciclista                 | Pos          |
| 41           | Ilnur Zakarin (RUS)      | 7.           |
| 42           | Víctor de la Parte (ESP) | 10.          |
| 43           | Kamil Gradek (POL)       | 77.          |
| 44           | Jan Hirt (CZE)           | 62.          |
| 45           | Pavel Kochetkov (RUS)    | 30.          |
| 46           | Jakub Mareczko (ITA)     | 119.         |
| 47           | Francisco Ventoso (ESP)  | 97.          |

| Cofidis COF | Cofidis COF             | Cofidis COF |
| ----------- | ----------------------- | ----------- |
| Num         | Ciclista                | Pos         |
| 51          | Jesús Herrada (ESP)     | 16.         |
| 52          | Natnael Berhane (ERI)   | 40.         |
| 53          | Nathan Haas (AUS)       | 103.        |
| 54          | Jesper Hansen (DEN)     | 53.         |
| 55          | José Herrada (ESP)      | 50.         |
| 56          | Stéphane Rossetto (FRA) | 73.         |
| 57          | Attilio Viviani (ITA)   | 118.        |

| Deceuninck-Quick Step DQT | Deceuninck-Quick Step DQT      | Deceuninck-Quick Step DQT |
| ------------------------- | ------------------------------ | ------------------------- |
| Num                       | Ciclista                       | Pos                       |
| 61                        | Sam Bennett (IRL) (estrada)    | 105.                      |
| 62                        | Shane Archbold (NZL) (estrada) | 109.                      |
| 63                        | Mattia Cattaneo (ITA)          | 45.                       |
| 64                        | James Knox (GBR)               | 55.                       |
| 65                        | Michael Mørkøv (DEN) (estrada) | NP-5                      |
| 66                        | Pieter Serry (BEL)             | 32.                       |
| 67                        | Stijn Steels (BEL)             | 107.                      |

| Groupama-FDJ GFC | Groupama-FDJ GFC          | Groupama-FDJ GFC |
| ---------------- | ------------------------- | ---------------- |
| Num              | Ciclista                  | Pos              |
| 71               | Arnaud Démare (FRA)       | 90.              |
| 72               | David Gaudu (FRA)         | 4.               |
| 73               | Jacopo Guarnieri (ITA)    | 115.             |
| 74               | Ignatas Konovalovas (LTU) | 104.             |
| 75               | Miles Scotson (AUS)       | NP-2             |
| 76               | Bruno Armirail (FRA)      | 33.              |
| 77               | Ramon Sinkeldam (NED)     | 82.              |

| Israel Start-Up Nation ISN | Israel Start-Up Nation ISN | Israel Start-Up Nation ISN |
| -------------------------- | -------------------------- | -------------------------- |
| Num                        | Ciclista                   | Pos                        |
| 81                         | Rudy Barbier (FRA)         | 133.                       |
| 82                         | Matthias Brändle (AUT)     | 123.                       |
| 83                         | Alexander Cataford (CAN)   | 68.                        |
| 84                         | Alex Dowsett (GBR)         | 94.                        |
| 85                         | Omer Goldstein (ISR)       | 52.                        |
| 86                         | Daniel Navarro (ESP)       | 17.                        |
| 87                         | Rick Zabel (GER)           | 75.                        |

| Lotto-Soudal LTS | Lotto-Soudal LTS         | Lotto-Soudal LTS |
| ---------------- | ------------------------ | ---------------- |
| Num              | Ciclista                 | Pos              |
| 91               | Caleb Ewan (AUS)         | 95.              |
| 92               | Steff Cras (BEL)         | DNF-4            |
| 93               | Jasper De Buyst (BEL)    | 98.              |
| 94               | Carl Fredrik Hagen (NOR) | 51.              |
| 95               | Adam Hansen (AUS)        | 102.             |
| 96               | Rémy Mertz (BEL)         | 100.             |
| 97               | Tosh Van der Sande (BEL) | 93.              |

| Mitchelton-Scott MTS | Mitchelton-Scott MTS  | Mitchelton-Scott MTS |
| -------------------- | --------------------- | -------------------- |
| Num                  | Ciclista              | Pos                  |
| 101                  | Adam Yates (GBR)      | 1.                   |
| 102                  | Jack Bauer (NZL)      | 91.                  |
| 103                  | Tsgabu Grmay (ETH)    | 60.                  |
| 104                  | Kaden Groves (AUS)    | 126.                 |
| 105                  | Michael Hepburn (AUS) | 84.                  |
| 106                  | Luka Mezgec (SLO)     | 88.                  |
| 107                  | Callum Scotson (AUS)  | 131.                 |

| Movistar Team MOV | Movistar Team MOV                  | Movistar Team MOV |
| ----------------- | ---------------------------------- | ----------------- |
| Num               | Ciclista                           | Pos               |
| 111               | Alejandro Valverde (ESP) (estrada) | 12.               |
| 112               | Héctor Carretero (ESP)             | 29.               |
| 113               | Dario Cataldo (ITA)                | 64.               |
| 114               | Iñigo Elosegui (ESP)               | 83.               |
| 115               | Albert Torres (ESP)                | 121.              |
| 116               | José Joaquín Rojas (ESP)           | 47.               |
| 117               | Sergio Samitier (ESP)              | 61.               |

| NTT Pro Cycling NTT | NTT Pro Cycling NTT             | NTT Pro Cycling NTT |
| ------------------- | ------------------------------- | ------------------- |
| Num                 | Ciclista                        | Pos                 |
| 121                 | Domenico Pozzovivo (ITA)        | 14.                 |
| 122                 | Victor Campenaerts (BEL)        | 43.                 |
| 123                 | Michael Carbel Svendgaard (DEN) | 110.                |
| 124                 | Stefan de Bod (RSA)             | NP-4                |
| 125                 | Jay Thomson (RSA)               | NP-4                |
| 126                 | Max Walscheid (GER)             | 122.                |
| 127                 | Danilo Wyss (SUI)               | 63.                 |

| Team Ineos INS | Team Ineos INS         | Team Ineos INS |
| -------------- | ---------------------- | -------------- |
| Num            | Ciclista               | Pos            |
| 131            | Chris Froome (GBR)     | 71.            |
| 132            | Andrey Amador (CRC)    | 65.            |
| 133            | Edward Dunbar (IRL)    | 11.            |
| 134            | Michał Gołaś (POL)     | 79.            |
| 135            | Christian Knees (GER)  | 78.            |
| 136            | Salvatore Puccio (ITA) | 69.            |
| 137            | Carlos Rodríguez (ESP) | 72.            |

| Jumbo-Visma TJV | Jumbo-Visma TJV           | Jumbo-Visma TJV |
| --------------- | ------------------------- | --------------- |
| Num             | Ciclista                  | Pos             |
| 141             | Dylan Groenewegen (NED)   | 113.            |
| 142             | Koen Bouwman (NED)        | 24.             |
| 143             | Jos van Emden (NED)       | 74.             |
| 144             | Tony Martin (GER)         | 99.             |
| 145             | Christoph Pfingsten (GER) | 86.             |
| 146             | Laurens De Plus (BEL)     | NP-2            |
| 147             | Timo Roosen (NED)         | 76.             |

| Team Sunweb SUN | Team Sunweb SUN              | Team Sunweb SUN |
| --------------- | ---------------------------- | --------------- |
| Num             | Ciclista                     | Pos             |
| 151             | Wilco Kelderman (NED)        | 6.              |
| 152             | Asbjørn Kragh Andersen (DEN) | 112.            |
| 153             | Alberto Dainese (ITA)        | 124.            |
| 154             | Jai Hindley (AUS)            | 28.             |
| 155             | Max Kanter (GER)             | 85.             |
| 156             | Robert Power (AUS)           | 48.             |
| 157             | Florian Stork (GER)          | 36.             |

| Trek-Segafredo TFS | Trek-Segafredo TFS       | Trek-Segafredo TFS |
| ------------------ | ------------------------ | ------------------ |
| Num                | Ciclista                 | Pos                |
| 161                | Giulio Ciccone (ITA)     | 19.                |
| 162                | Gianluca Brambilla (ITA) | 22.                |
| 163                | William Clarke (AUS)     | 101.               |
| 164                | Nicola Conci (ITA)       | 59.                |
| 165                | Niklas Eg (DEN)          | 15.                |
| 166                | Charlie Quaterman (GBR)  | 120.               |
| 167                | Kiel Reijnen (USA)       | 89.                |

| UAE Team Emirates UAD | UAE Team Emirates UAD               | UAE Team Emirates UAD |
| --------------------- | ----------------------------------- | --------------------- |
| Num                   | Ciclista                            | Pos                   |
| 171                   | Tadej Pogačar (SLO)                 | 2.                    |
| 172                   | Sven Erik Bystrøm (NOR)             | 57.                   |
| 173                   | Davide Formolo (ITA) (estrada)      | 8.                    |
| 174                   | Fernando Gaviria (COL)              | 111.                  |
| 175                   | Maximiliano Richeze (ARG) (estrada) | 117.                  |
| 176                   | Oliviero Troia (ITA)                | 129.                  |
| 177                   | Diego Ulissi (ITA)                  | 9.                    |

| Gazprom-RusVelo GAZ | Gazprom-RusVelo GAZ      | Gazprom-RusVelo GAZ |
| ------------------- | ------------------------ | ------------------- |
| Num                 | Ciclista                 | Pos                 |
| 181                 | Serguei Chernetski (RUS) | 27.                 |
| 182                 | Imerio Cima (ITA)        | 128.                |
| 183                 | Nicolai Cherkasov (RUS)  | 56.                 |
| 184                 | Vladislav Kulikov (RUS)  | 67.                 |
| 185                 | Christian Scaroni (ITA)  | 108.                |
| 186                 | Dmitry Strakhov (RUS)    | 70.                 |
| 187                 | Igor Boev (RUS)          | 114.                |

| Vini Zabù-KTM THR | Vini Zabù-KTM THR        | Vini Zabù-KTM THR |
| ----------------- | ------------------------ | ----------------- |
| Num               | Ciclista                 | Pos               |
| 191               | Giovanni Visconti (ITA)  | 42.               |
| 192               | Andrea Garosio (ITA)     | 41.               |
| 193               | Leonardo Tortomasi (ITA) | 106.              |
| 194               | Umberto Marengo (ITA)    | 87.               |
| 195               | Veljko Stojnić (SRB)     | 127.              |
| 196               | Lorenzo Fortunato (ITA)  | 46.               |
| 197               | James Mitri (NZL)        | 80.               |

Convenções:
- AB-N: Abandono na etapa "N"
- FLT-N: Retiro por chegada fora do limite de tempo na etapa "N"
- NTS-N: Não tomou a saída para a etapa "N"
- DES-N: Desclassificado ou expulsado na etapa "N"

## UCI World Ranking
O UAE Tour outorgou pontos para o UCI World Ranking para corredores das equipas nas categorias UCI WorldTeam, UCI ProTeam e Continental. As seguintes tabelas são o barómetro de pontuação e os 10 corredores que obtiveram mais pontos:
| Posição             | 1.º | 2.º | 3.º | 4.º | 5.º | 6.º | 7.º | 8.º | 9.º | 10.º | 11.º | 12.º | 13.º | 14.º | 15.º-20.º | 21.º-30.º | 31.º-50.º | 51.º-55.º | 56.º-60.º |
| Classificação geral | 300 | 250 | 215 | 175 | 120 | 115 | 95  | 75  | 60  | 50   | 40   | 35   | 30   | 25   | 20        | 12        | 5         | 2         | 1         |
| Por etapa           | 40  | 15  | 6   |     |     |     |     |     |     |      |      |      |      |      |           |           |           |           |           |
| Líder               | 6   |     |     |     |     |     |     |     |     |      |      |      |      |      |           |           |           |           |           |

| Classificação |                 |                  |       |       |       |       |
| Ciclista      | Ciclista        | Equipa           | Geral | Etapa | Líder | Total |
| ------------- | --------------- | ---------------- | ----- | ----- | ----- | ----- |
| 1.º           | Adam Yates      | Mitchelton-Scott | 300   | 46    | 12    | 358   |
| 2.º           | Tadej Pogačar   | UAE Emirates     | 250   | 55    | -     | 305   |
| 3.º           | Alexey Lutsenko | Astana           | 215   | 21    | -     | 236   |
| 4.º           | David Gaudu     | Groupama-FDJ     | 175   | -     | -     | 175   |
| 5.º           | Rafał Majka     | Bora-Hansgrohe   | 120   | -     | -     | 120   |
| 6.º           | Wilco Kelderman | Sunweb           | 115   | -     | -     | 115   |
| 7.º           | Ilnur Zakarin   | CCC              | 95    | -     | -     | 95    |
| 8.º           | Davide Formolo  | UAE Emirates     | 75    | -     | -     | 75    |
| 9.º           | Caleb Ewan      | Lotto Soudal     | -     | 55    | 6     | 61    |
| 10.º          | Diego Ulissi    | UAE Emirates     | 60    | -     | -     | 60    |